# 拉里辜望
拉里辜望（排灣族：Laliguwan），又稱拉里辜岸（Laliguan），是台灣排灣族古樓部落（Kuljaljau）吉羅夫敢家族（Tjiluvekan，當代古樓部落兩大頭目家族之一）神話中的一名人物，是部落始祖勒麼各（Ljemetj/Ljemetje/Lemej）和勒姬熱（Legirle）的兄長。

## 傳說
相較於他的兩位手足，拉里辜望在神話中的記載非常少，最主要有關他的部分有兩個：

### 出生
拉里辜望和他的弟弟妹妹一樣，出生自北大武山上被貓所抓破的泥球。

### 分家
拉里辜望原先和手足們從北大武山下來後，先後在Vaviga（舊筏灣部落北方）建立家名Kaziamilayan、又到Piuma（舊平和部落）建立家名Mavaljiu，但他們都沒有在當地久留，後來拉里辜望為了尋找更多土地而和弟弟妹妹分別、前往東部，後來便不知所終；也有說法認為勒麼各在建立舊古樓部落後，曾經因為好奇為何太陽從東邊升起而前往東部、和拉里辜望重逢，他原本想要把拉里辜望帶回部落一起住，但拉里辜望因為不明原因，藉口要回去拿樂器zazayilan而回到台東，再也沒有回來。
另外，在曾經找回拉里辜望的版本中，兄妹三人最開始是在vavikala（舊古樓部落北方）建立家名Kazangiljan。